# Colette Maze
Colette Maze   (9è districte de París, 16 de juny de 1914 - 15è districte de París, 19 de novembre de 2023) va ser una pianista i professora de música francesa.

## Biografia
Nascuda en el si d'una família de classe mitjana alta, començà a tocar el piano als cinc anys. En adonar-se els seus pares que tenia una oïda molt desenvolupada i dots per tocar l'instrument, amb quinze anys va ingressar a l'Escola Normal de Música de París, on va rebre classes d'Alfred Cortot i Nadia Boulanger. Després es va convertir en professora de piano, professió que exercí durant tota la vida.
Al començament de la dècada del 2000 va començar a gravar la seva música, publicant el disc Préludes el 2002. Amb cent tres anys va publicar el seu quart àlbum dedicat a un dels seus compositors preferits, Claude Debussy, en el centenari de la seva mort, alhora que va oferir interpretacions de Frederic Mompou, Astor Piazzolla i Alberto Ginastera. El seu quart àlbum, dedicat al compositor clàssic Claude Debussy, fou publicat el 2018. El gener de 2021, amb 106 anys, va anunciar l'enregistrament d'un nou àlbum d'estudi.